# Alexander Konychev
Alexander Konychev (Verona, 25 luglio 1998) è un ciclista su strada italiano che corre per il Team Vorarlberg. È professionista dal 2020.

## Carriera
Figlio di Dmitrij Konyšev, ex ciclista professionista medaglia mondiale su strada nel 1989 e 1992, in gioventù si dedica al calcio prima di iniziare a praticare il ciclismo per riabilitarsi dopo un problema di pubalgia.
Gareggia tra gli Juniores dal 2015 al 2016, rappresentando al secondo anno l'Italia ai campionati europei e mondiali di categoria. Debutta tra gli Under-23 nel 2017 con la maglia della Viris Maserati di Vigevano. L'anno dopo veste invece i colori della toscana Petroli Firenze-Maserati-Hopplà: ottiene cinque vittorie in stagione, e viene convocato in azzurro da Marino Amadori per la cronometro Under-23 dei campionati del mondo di Innsbruck.
Nel 2019 passa al team Dimension Data for Qhubeka, formazione di sviluppo della Dimension Data, e si mette in evidenza come uno dei migliori Under-23 italiani. In stagione vince L'Étoile d'Or, gara francese valida per la Coppa delle Nazioni Under-23; veste poi la maglia della Nazionale di categoria durante l'europeo di Alkmaar e durante il mondiale nello Yorkshire. Nella gara europea, vinta dal compagno di squadra Alberto Dainese, sfiora il successo venendo ripreso a poco più di mille metri dal traguardo. Nel finale di stagione si piazza quarto alla Coppa Bernocchi Elite; gareggia inoltre come stagista per la Dimension Data, ottenendo il sesto posto al Grand Prix d'Isbergues.
Nella stagione 2020 passa professionista tra le file del team World Tour australiano Mitchelton-Scott.

## Palmarès
- 2016 (Juniores)

Trofeo Renetta Canada Melinda - Campionato regionale Trentino
- 2018 (Petroli Firenze-Maserati-Hopplà, cinque vittorie)

Trofeo Montelupo
GP Industria Commercio e Artigianato di Porcari
5ª tappa, 1ª semitappa Tour de Nouvelle-Calédonie (Houaïlou > Ponérihouen) (con l'ACLN Casa Italia)
7ª tappa, 1ª semitappa Tour de Nouvelle-Calédonie (Moindou > La Foa, cronometro) (con l'ACLN Casa Italia)
7ª tappa, 2ª semitappa Tour de Nouvelle-Calédonie (Boulouparis > Parc Fayard Dumbéa) (con l'ACLN Casa Italia)
- 2019 (Dimension Data for Qhubeka, una vittoria)

L'Étoile d'Or
- 2025 (Team Vorarlberg, due vittorie)

1ª tappa Tour of Malopolska (Wieliczka > Chełm)
Classifica generale Tour of Malopolska

### Altri successi
- 2025 (Team Vorarlberg)

Classifica a punti Tour of Malopolska

## Piazzamenti

### Grandi Giri
- Giro d'Italia

2023: 99º

### Classiche monumento
- Milano-Sanremo

2020: 68º
2021: 133º
2022: 114º
- Giro delle Fiandre

2020: 76º

### Competizioni mondiali
- Campionati del mondo

Doha 2016 - Cronometro Juniores: 27º
Innsbruck 2018 - Cronometro Under-23: 36º
Yorkshire 2019 - In linea Under-23: squalificato

### Competizioni continentali
- Campionati europei

Plumelec 2016 - Cronometro Juniores: 43º
Alkmaar 2019 - In linea Under-23: 42º
Plouay 2020 - Cronometro Elite: 17º